# Myrmarachne foenisex
Myrmarachne foenisex là một loài nhện trong họ Salticidae.
Loài này thuộc chi Myrmarachne. Myrmarachne foenisex được Eugène Simon miêu tả năm 1910.